# Analogik
Analogik er et dansk band fra Århus. Gruppen består af Asger Strandby, Theis Bror, Jesper Kobberø og Bjørnern.
Når Analogik optræder live har de violinisten Jonathan Feig med på scenen. Asger Strandby går også under navnet dr. Lazer.
Deres første album Søens Folk udkom i 2006.
Efter eget udsagn spiller bandet "en finurlig og ganske underholdende blanding af polka, jazz, balkan, sømandsviser, tango, hiphop og elektronisk musik]".[kilde mangler] Deres musik blander elementer fra bl.a. jazz, electronica, reggae og Balkanmusik. Den er blevet beskrevet som Jysk kongo.
Bandet har blandt andet optrådt på Danmarks Grimmeste Festival i 2006 og 2007, Tysklands Fusion Festival i 2011 og på Roskilde Festival i 2007, 2009 samt 2012. 
Deres seneste album New Seeland fik positive anmeldelser.
Bandet leverede musikken til Nørrebro Teaters opsætning Oliver med et Twist i efteråret 2011.

## Diskografi
- 2006 Søens Folk
- 2008 Klunserbeats Live (live)
- 2010 Max and the Magic Marker Soundtrack
- 2011 A Great Mix
- 2012 New Seeland
- 2019 Havnens Perle